# Свадба у купатилу
Свадба у купатилу је назив за дело Милорада Павића и за истоимену представу која се давала у Позоришту на Теразијама.

## Књига
Књигу „Свадба у купатилу“ је написао Милорад Павић, а издала је Дерета 2005. године.
Радња веселе игре у седам слика се одиграва у Бечкереку у годинама одмах после Првог светског рата.
Главна тема дела је крађа пара чакшира, а главни јунак је један несрећни песник.

## Представа
Представа „Свадба у купатилу“ имала је премијеру у Позоришту на Теразијама, 26. априла 2007. године.
Играна је до краја године, када је прекинута због трагичне смрти главног глумца Миленка Заблаћанског.
Представу је режирао Саша Габрић.
Атмосфери у представи је умногоме доприносио тамбурашки оркестар који је на сцени, али и ван ње, уживо изводио музику по избору и у обради диригента Војкана Борисављевића.
Улоге:
- Јулијус Ленау - Лено... Миленко Заблаћански
- Амалија... Мина Лазаревић
- Госпођица Маргита Варкоњи... Маја Новељић Ромчевић
- Господичић Јосиф Аристотелес... Слободан Стефановић
- Јон Јонеско... Јанош Тот
- Марија Максимович... Ана Симић, мл.
- Максим Лаврентијевич Кутузов... Небојша Бабић
- Правозаступник, др Нехама... Валентина Павличић
- Војводић... Мирољуб Турајлија
- Судија... Душко Радовић
- Полицајац... Владан Савић
- Јован Секулић... Александар Дунић
- Ђула Барањи, Јанош Гомбар... Горан Букилић
- Крчмар... Јован Николић